# Ллойд Ставелл Шеплі
Ллойд Ставелл Шеплі (англ. Lloyd Stowell Shapley; 2 червня 1923,  Кембридж, Массачусетс — 12 березня 2016) — американський економіст, лауреат  Нобелівської премії з економіки (2012).
Служив у Військово-повітряних силах США (1943—1945). Бакалавр (1948)  Гарвардського університету; доктор філософії (1953) Принстонського університету. Працював у корпорації RAND (1948—1949, 1954—1981), з 1981 р. викладав в  Каліфорнійському університеті (Лос-Анджелес).
Нагороджений бойовою медаллю «Бронзова зірка» (1944). Академік Американської академії мистецтв і наук (з 1974) та Національної академії наук США (з 1979). Почесний член  Американської економічної асоціації (з 2007).
Лауреат Нобелівської премії з економіки 2012 спільно з американським економістом Елвіном Ротом — за внесок у теорію стійкого розподілу і практику моделювання ринку.

## Цікаві факти
Ллойд Шеплі дізнався про отримання Нобелівської премії від фотографів агенцій Ройтерс і Ассошіейтед прес, які прийшли з самісінького ранку наступного дня його фотографувати для новин про премію. Jonathan Alcorn з Ройтерс розповідає, що професор Шеплі був заспаний і неймовірно здивований. «Я отримав Нобеля?» — запитав професор у фотографів .

## Основні праці
- Gale D., Shapley L.S. College Admission and the Stability of Marriage // American Mathematical Monthly. — 1962. — Т. 69. — С. 9—14. 
(«Прийом у коледжі та стабільність шлюбу» — головний привід для Нобелівської премії)
- «Концепції та теорії чистої конкуренції»(Concepts and Theories of Pure Competition, 1967);
- Shapley L.S. The St. Petersburg Paradox: A Con Game? // Journal of Economic Theory. — 1977. — Т. 14. — С. 439—442.
(«Санкт-Петербурзький парадокс: шахрайство?»